# Городское поселение рабочий посёлок Шемышейка
Городское поселение рабочий посёлок Шемышейка — муниципальное образование в Шемышейском районе Пензенской области Российской Федерации.
Административный центр — рабочий посёлок Шемышейка.

## История
Статус и границы муниципального образования установлены Законом Пензенской области от 2 ноября 2004 года № 690-ЗПО «О границах муниципальных образований Пензенской области».

## Население
| 2010  | 2012  | 2013  | 2014  | 2015  | 2016  | 2017  |
| ----- | ----- | ----- | ----- | ----- | ----- | ----- |
| 6988  | ↘6970 | ↘6967 | ↗7033 | ↘7030 | ↘7009 | ↗7057 |
| 2018  | 2021  |       |       |       |       |       |
| ↘6992 | ↘6779 |       |       |       |       |       |

## Состав городского поселения
| № | Населённый пункт | Тип населённого пункта                  | Население |
| - | ---------------- | --------------------------------------- | --------- |
| 1 | Лесной           | посёлок                                 | 251       |
| 2 | Мордовская Норка | село                                    | ↘225      |
| 3 | Шемышейка        | рабочий посёлок, административный центр | ↘6368     |